# Râul Gherpălocul Mare
Râul Gherpălocul Mare este un curs de apă, afluent al râului Belcina. 